# Újezdec, Prachatice
Újezdec là một làng thuộc huyện Prachatice, vùng Jihočeský, Cộng hòa Séc.